# 领主与夫人之歌
《领主与夫人之歌》是作家J·R·R·托爾金寫的一首詩，寫於1930年，1945年12月發表在文學期刊《威爾斯評論》上。敘述一對布列塔尼貴族夫妻為了想要孩子而與女巫交易，雖然得一對雙胞胎，但卻付出慘重代價的故事。
2016年11月，這首詩由研究托爾金的學者Verlyn Flieger編輯出版。